# Réponse impulsionnelle

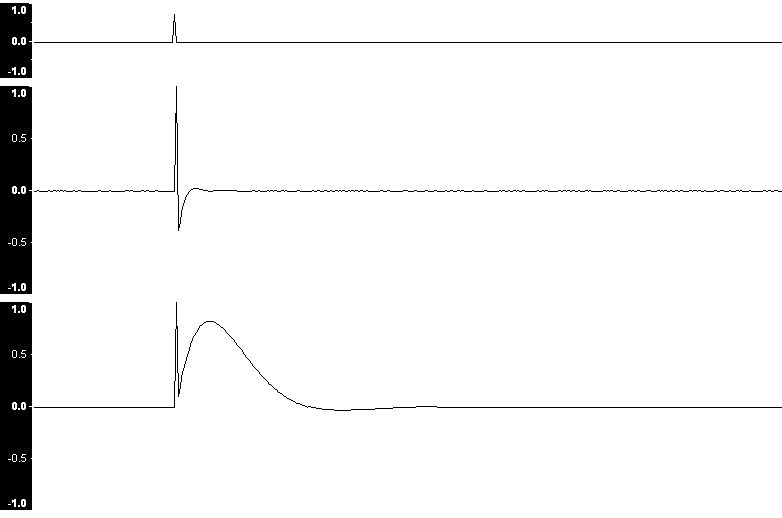
Réponses impulsionnelles d'un système audio simple (de haut en bas) : impulsion originale à l'entrée, réponse après amplification des hautes fréquences et réponse après amplification des basses fréquences.

En traitement du signal et en automatique, la réponse impulsionnelle d'un processus est le signal de sortie qui est obtenu lorsque l'entrée reçoit une impulsion, c'est-à-dire une variation soudaine et brève du signal. En effet, lorsqu'une impulsion est fournie à l'entrée d'un système linéaire, la sortie n'est en général plus une impulsion, mais un signal ayant une certaine durée (parfois infinie comme dans le cas d’un filtre à réponse impulsionnelle infinie (RII)). La réponse impulsionnelle permet la représentation d'un système en fonction de son entrée et de sa sortie uniquement, par opposition à une représentation d'état.

## Définition mathématique de l’impulsion
Pour un  système à temps continu, le modèle mathématique d’une impulsion est une distribution de Dirac.
Pour un système à temps discret (et non le système lui-même), une impulsion est définie par la suite : 
{\displaystyle \delta [n]=\left\{{\begin{array}{cl}1&\mathrm {si} \ n=0\\0&\mathrm {sinon} \ \end{array}}\right.}
Dans les deux cas, la réponse impulsionnelle est la sortie du système en réponse à cette impulsion.

## Réponse impulsionnelle d'un système linéaire invariant (SLI)

### Caractérisation d'un SLI par sa réponse impulsionnelle

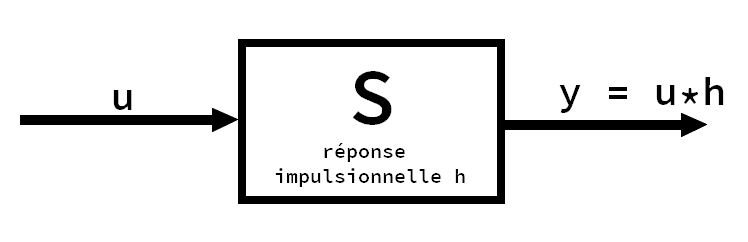
Représentation entrée-sortie d'un système d'entrée u et de sortie y = u * h, h étant la réponse impulsionnelle du système.

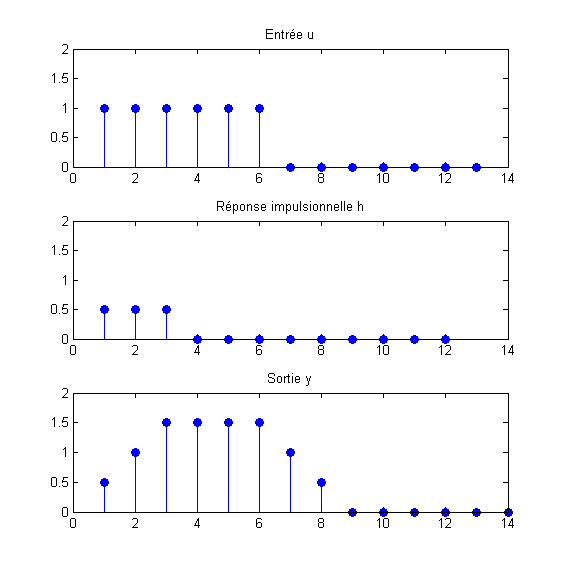
Exemple de sortie y d'un signal en fonction de son entrée u et de sa réponse impulsionnelle h (ici, des signaux binaires en temps discret).

Soit T la représentation mathématique d’un système à temps discret ; à une entrée u correspond une sortie y satisfaisant la relation :
{\displaystyle \{y(n)\}=T[\{u(n)\}].}
T est ainsi une application de l’espace des suites dans lui-même.
Supposons de plus que T soit linéaire et invariant par translation temporelle. Dans ce cas, la réponse impulsionnelle
{\displaystyle \{h(n)\}=T[\{\delta (n)\}]}
caractérise entièrement le système, la sortie y pouvant être calculée à partir de n’importe quelle entrée u en appliquant la relation suivante dans le cas discret : 
{\displaystyle y(n)=\sum _{k\in \mathbb {Z} }h(n-k)u(k)=\sum _{k\in \mathbb {Z} }h(k)u(n-k)\ }

Dans le cas continu, cette relation s’écrit, similairement :
{\displaystyle y(t)=\int _{-\infty }^{\infty }h(t-\tau )u(\tau )d\tau =\int _{-\infty }^{\infty }h(\tau )u(t-\tau )d\tau .}

Ces opérations correspondent à un produit de convolution entre l'entrée u et la réponse impulsionnelle h, que l'on note u ∗ h. On a donc la relation y = u ∗ h.

### Preuve (cas discret)
L'impulsion unité δ possède la propriété suivante :  {\displaystyle u(\cdot )\delta (\cdot )=u(0)\delta (\cdot )} Cette propriété permet d'extraire la valeur du signal u en n = 0 en le multipliant simplement par {\displaystyle \delta (\cdot )}. De même, pour récupérer la valeur du signal en un instant n = k, il suffit de le multiplier par l'impulsion décalée {\displaystyle \delta (\cdot -k)}.
On remarque ainsi qu'une entrée u est une suite d'impulsions discrètes décalées dans le temps. Puisque le système est invariant, le décalage des impulsions produit simplement une sortie elle aussi décalée (voir système invariant). La linéarité du système permet ensuite d’exprimer la sortie y par la somme des réponses spécifiques à chacune de ses impulsions.
Considérons alors la contribution à l'instant n de l'impulsion décalée de k0 :  pour une entrée {\displaystyle u(k_{0})\delta (\cdot -k_{0})}, la sortie à l'instant n vaut h(n –k0) u(k0).
La réponse totale s'obtient ainsi en sommant les contributions de toutes les impulsions décalées, soit :
{\displaystyle y(n)=\sum _{k\in \mathbb {Z} }h(n-k)u(k),}
un produit de convolution qui, par commutativité, conduit à :
{\displaystyle y(n)=\sum _{k\in \mathbb {Z} }h(k)u(n-k).}
Un raisonnement similaire permet de généraliser ce résultat au cas continu. Les sommes seront remplacées par des intégrales.

## Relation avec la fonction de transfert d'un SLI
La transformée de Laplace (respectivement la transformée en Z) de la réponse impulsionnelle h d'un système linéaire invariant (SLI) à temps continu (respectivement discret) est égale à la fonction de transfert H(p) (respectivement H(z)) de ce système.
Pour le démontrer, il suffit d'appliquer les transformées à la relation {\displaystyle y(n)=\sum _{k\in \mathbb {Z} }h(k)u(n-k)} en utilisant le fait qu'un produit de convolution devient un produit dans le domaine fréquentiel.

## Applications physiques
Une impulsion correspond à un pic d'intensité d'un phénomène.
Dans les systèmes réels, il n'est pas possible de produire une impulsion parfaite qui servirait d'entrée pour les tests ; c'est pourquoi une brève impulsion est parfois utilisée comme une approximation d'une impulsion de Dirac. À condition que l'impulsion soit suffisamment courte par rapport à la réponse impulsionnelle du système étudié, le résultat sera proche de la réponse impulsionnelle réelle, théorique. Dans de nombreux systèmes, cependant, le pilotage avec une impulsion forte très courte peut conduire le système dans un régime non linéaire, donc au lieu de cela le système est piloté avec une séquence pseudo-aléatoire, et la réponse impulsionnelle est calculée à partir des signaux d'entrée et de sortie.

### En mécanique
En mécanique, un pic d'accélération correspond à un choc. Un pic d'à-coup (dérivée de l'accélération) correspond à une secousse, une saccade. Dans le modèle du solide indéformable, ces pics se caractérisent par une discontinuité (fonction de Heaviside) de la grandeur dont ils dérivent : discontinuité de la vitesse pour le choc, discontinuité de l'accélération pour la saccade.

### Haut-parleurs
Le développement des tests de  réponse impulsionnelle pour les haut-parleurs existe depuis les années 1970. Les haut-parleurs souffrent d'une imprécision de phase, un défaut différent des autres propriétés mesurées telles que la réponse en fréquence. Ce défaut de phase est causé par des réponses en fréquence (légèrement) retardées qui sont principalement le résultat de croisements passifs (en particulier les filtres d'ordre supérieur) mais qui sont également causées par la résonance, le stockage d'énergie dans la membrane, le volume interne ou les panneaux de l'enceinte qui vibrent. La mesure de la réponse impulsionnelle, qui est un tracé direct de ce "frottement dans le temps", a fourni un outil permettant de réduire les résonances par l'utilisation de matériaux améliorés pour les membranes et les enceintes, ainsi que des modifications du croisement des réponses de haut-parleurs. La nécessité de limiter l'amplitude d'entrée pour maintenir la linéarité du système a conduit à l'utilisation de signaux d'excitation (test) tels que des séquences de longueur maximale pseudo-aléatoires, et à l'utilisation du traitement informatique pour dériver la réponse impulsionnelle.

### Traitement électronique
L'analyse de la réponse impulsionnelle est une facette majeure du radar, des télécommunications (réponse impulsionnelle du canal de transmission), de l'échographie, et de nombreux domaines du traitement numérique du signal. Un exemple intéressant est celui des connexions Internet à large bande. Les services DSL/large bande utilisent des techniques d'égalisation adaptative pour aider à compenser la distorsion du signal et les interférences introduites par les lignes téléphoniques en cuivre utilisées pour fournir le service.

### Systèmes de contrôle
En théorie du contrôle, la réponse impulsionnelle est la réponse d'un système à une entrée de type delta de Dirac. Cela s'avère utile dans l'analyse des systèmes dynamiques ; la transformée de Laplace de la fonction delta est égale à 1, la réponse impulsionnelle est donc équivalente à la transformation inverse de Laplace de la fonction de transfert du système.

### Applications acoustiques et audio
Dans les applications acoustiques et audio, les réponses impulsionnelles permettent de capturer les caractéristiques acoustiques d'un lieu, comme une salle de concert, par exemple. Il existe différents packs contenant les réponses impulsionnelles de lieux spécifiques, allant de petites pièces à de grandes salles de concert. Ces réponses impulsionnelles peuvent ensuite être utilisées dans des applications de réverbération à convolution pour permettre aux caractéristiques acoustiques d'un lieu particulier d'être appliquées à l'audio cible.

### Économie
En économie, et plus particulièrement dans la macro-économie contemporaine, les fonctions de réponse impulsionnelle sont utilisées pour décrire comment l'économie réagit dans le temps à des impulsions exogènes, que les économistes appellent généralement chocs (en), et sont souvent modélisées dans le contexte d'un vecteur autorégressif. Les impulsions qui sont souvent traitées comme exogènes d'un point de vue macroéconomique comprennent des changements dans les dépenses publiques, les taux d'imposition et d'autres paramètres de politique fiscale ; des changements dans la base monétaire ou d'autres paramètres de politique monétaire ; des changements dans la productivité ou d'autres paramètres de technologie ; et des changements dans les préférences, tels que le degré d'impatience. Les fonctions de réponse impulsionnelle décrivent la réaction des variables macroéconomiques endogènes (en) telles que la production, la consommation, l'investissement, et l'emploi au moment du choc et sur des points ultérieurs dans le temps,. Récemment, des fonctions de réponse impulsionnelle asymétriques ont été suggérées dans la littérature qui séparent l'impact d'un choc positif d'un choc négatif.

## Temps de réponse d'un SLI
Le temps de réponse d'un SLI est lié à la durée de sa réponse impulsionnelle h. Il s'agit là d'une conséquence directe de la représentation convolutionnelle.
En effet, considérons un signal d'entrée u de durée Tu. La réponse du système à une telle entrée est donnée par le produit de convolution entre cette entrée et la réponse impulsionnelle h. La réponse impulsionnelle a elle aussi une durée, notée Th.
Le temps de réponse sera donc donné par Tu + Th.
Ce temps de réponse est un indicateur sur la rapidité du système à réagir à une entrée donnée. Si le système a une constante Th très grande, il ne saura pas réagir à une entrée variant rapidement.
Les systèmes à grandes constantes de temps sont idéaux pour modéliser les filtres passe-bas. Ces systèmes sont en effet capables de réagir aux signaux variant lentement (basses fréquences), mais ne seront que très peu influencés par les signaux rapides (hautes fréquences).
Il est à noter que la constante de temps Th de la réponse impulsionnelle n'est pas toujours bien définie. Dans grand nombre de cas, la réponse impulsionnelle a une allure d’exponentielle décroissante. Sa durée est donc infinie. Bien entendu, cette réponse finit par devenir très petite, ce qui signifie que la réponse du système après un temps fini sera négligeable.
Il existe des conventions pour déterminer le temps Th à partir duquel la réponse est négligeable.
Une de ces conventions est :
{\displaystyle T_{h}={\frac {1}{\max h}}\int _{-\infty }^{\infty }h(t)\,\mathrm {d} t}
où max h désigne le maximum atteint par la réponse impulsionnelle.